# متباينة مينكوفسكي
في التحليل الرياضي، تنص متباينة مينكوفسكي( Minkowski inequality) على أن فضاءات L p هي متجهية معيارية . اترك {\displaystyle S} ليكون مساحة قياس، و {\displaystyle 1\leq p<\infty } ثم {\displaystyle f} و {\displaystyle g} {\displaystyle L^{p}(S).} ثم بعدها {\displaystyle f+g} هو في {\displaystyle L^{p}(S),} و لدينا متباينة المثلث {\displaystyle \|f+g\|_{p}\leq \|f\|_{p}+\|g\|_{p}} مع التساوي ل {\displaystyle 1<p<\infty } إذا و فقط إذا كان {\displaystyle f} و {\displaystyle g} تعتمد بشكل خطي إيجابي؛ أي، {\displaystyle f=\lambda g} لبعض {\displaystyle \lambda \geq 0} أو {\displaystyle g=0.}{\displaystyle \|f\|_{p}=\left(\int |f|^{p}d\mu \right)^{\frac {1}{p}}} و إذا{\displaystyle p<\infty ,} أو في حالة {\displaystyle p=\infty } بواسطة الحد الأقصى الأساسي {\displaystyle \|f\|_{\infty }=\operatorname {ess\ sup} _{x\in S}|f(x)|.}
متباينة مينوفسكي هي متباينة المثلث في {\displaystyle L^{p}(S).} إنها حالة خاصة للحقيقة الأكثر عمومية {\displaystyle \|f\|_{p}=\sup _{\|g\|_{q}=1}\int |fg|d\mu ,\qquad {\tfrac {1}{p}}+{\tfrac {1}{q}}=1} حيث أنه من الواضح جليا أن الجانب الأيمن يلبي المتباينة المثلثية.
كما هو الحال مع متباينة هولدر، تخصص متباينة مينكوفسكي للمتتاليات و المتجهات باستخدام مقياس العد : {\displaystyle {\biggl (}\sum _{k=1}^{n}|x_{k}+y_{k}|^{p}{\biggr )}^{1/p}\leq {\biggl (}\sum _{k=1}^{n}|x_{k}|^{p}{\biggr )}^{1/p}+{\biggl (}\sum _{k=1}^{n}|y_{k}|^{p}{\biggr )}^{1/p}} و ذلك لجميع الأعداد الحقيقية أو المركبة {\displaystyle x_{1},\dots ,x_{n},y_{1},\dots ,y_{n}} و عندما {\displaystyle n} هي عددية {\displaystyle S} أي عدد العناصر في {\displaystyle S} .
المتباينة سميت على إسم عالم الرياضيات الألماني هيرمان مينكوفسكي.

## الأدلة
أولاً، نثبت أن {\displaystyle f+g} له حد {\displaystyle p} - القاعدة إذا {\displaystyle f} و {\displaystyle g} كلاهما يفعل ذلك، و الذي يتبعه {\displaystyle |f+g|^{p}\leq 2^{p-1}(|f|^{p}+|g|^{p}).} في الواقع، نستخدم هنا عادة حقيقة أن {\displaystyle h(x)=|x|^{p}} محدبا على {\displaystyle \mathbb {R} ^{+}} (ل {\displaystyle p>1} ) و بالتالي، و وفقًا لتعريف التحدب، {\displaystyle \left|{\tfrac {1}{2}}f+{\tfrac {1}{2}}g\right|^{p}\leq \left|{\tfrac {1}{2}}|f|+{\tfrac {1}{2}}|g|\right|^{p}\leq {\tfrac {1}{2}}|f|^{p}+{\tfrac {1}{2}}|g|^{p}.} مما يعني أن {\displaystyle |f+g|^{p}\leq {\tfrac {1}{2}}|2f|^{p}+{\tfrac {1}{2}}|2g|^{p}=2^{p-1}|f|^{p}+2^{p-1}|g|^{p}.}
الآن، يمكننا أن نتحدث بشكل منطقي عن {\displaystyle \|f+g\|_{p}.} إذا كان صفرًا، فإن متباينة مينكوفسكي صحيحة. لنفترض الآن أن {\displaystyle \|f+g\|_{p}} ليس صفرًا. باستخدام متباينة المثلث ثم متباينة هولدر، نجد أن:{\displaystyle {\begin{aligned}\|f+g\|_{p}^{p}&=\int |f+g|^{p}\,\mathrm {d} \mu \\&=\int |f+g|\cdot |f+g|^{p-1}\,\mathrm {d} \mu \\&\leq \int (|f|+|g|)|f+g|^{p-1}\,\mathrm {d} \mu \\&=\int |f||f+g|^{p-1}\,\mathrm {d} \mu +\int |g||f+g|^{p-1}\,\mathrm {d} \mu \\&\leq \left(\left(\int |f|^{p}\,\mathrm {d} \mu \right)^{\frac {1}{p}}+\left(\int |g|^{p}\,\mathrm {d} \mu \right)^{\frac {1}{p}}\right)\left(\int |f+g|^{(p-1)\left({\frac {p}{p-1}}\right)}\,\mathrm {d} \mu \right)^{1-{\frac {1}{p}}}&&{\text{ Hölder's inequality}}\\&=\left(\|f\|_{p}+\|g\|_{p}\right){\frac {\|f+g\|_{p}^{p}}{\|f+g\|_{p}}}\end{aligned}}}
للحصول على متباينة مينكوفسكي يجب ضرب كلا الطرفين في {\displaystyle {\frac {\|f+g\|_{p}}{\|f+g\|_{p}^{p}}}.}

## متباينة مينكوفسكي المتكاملة
لفترض أن {\displaystyle (S_{1},\mu _{1})} و {\displaystyle (S_{2},\mu _{2})} هما مساحتان قياس منتهيتان 𝜎 و {\displaystyle F:S_{1}\times S_{2}\to \mathbb {R} } قابلة للقياس. إذن ستكون متباينة مينكوفسكي التكاملية على الشكل:   {\displaystyle \left[\int _{S_{2}}\left|\int _{S_{1}}F(x,y)\,\mu _{1}(\mathrm {d} x)\right|^{p}\mu _{2}(\mathrm {d} y)\right]^{\frac {1}{p}}~\leq ~\int _{S_{1}}\left(\int _{S_{2}}|F(x,y)|^{p}\,\mu _{2}(\mathrm {d} y)\right)^{\frac {1}{p}}\mu _{1}(\mathrm {d} x),} مع تعديلات واضحة في الخالة{\displaystyle p=\infty .} لو {\displaystyle p>1,} وكلا الجانبين محدودان، يتحقق التساوي فقط إذا {\displaystyle |F(x,y)|=\varphi (x)\,\psi (y)} ae لبعض الدوال القابلة للقياس غير السلبي {\displaystyle \varphi } و {\displaystyle \psi .}
إذا {\displaystyle \mu _{1}} هو مقياس العد لمجموعة من نقطتين {\displaystyle S_{1}=\{1,2\},} إذن فمتباينة مينكوفسكي التكاملية تعطي متباينة مينكوفسكي المعتادة كحالة خاصة: لوضع {\displaystyle f_{i}(y)=F(i,y)} ل {\displaystyle i=1,2,} التفاوت المتكامل سيعطي {\displaystyle \|f_{1}+f_{2}\|_{p}=\left(\int _{S_{2}}\left|\int _{S_{1}}F(x,y)\,\mu _{1}(\mathrm {d} x)\right|^{p}\mu _{2}(\mathrm {d} y)\right)^{\frac {1}{p}}\leq \int _{S_{1}}\left(\int _{S_{2}}|F(x,y)|^{p}\,\mu _{2}(\mathrm {d} y)\right)^{\frac {1}{p}}\mu _{1}(\mathrm {d} x)=\|f_{1}\|_{p}+\|f_{2}\|_{p}.}
إذا كانت الدالة قابلة للقياس{\displaystyle F:S_{1}\times S_{2}\to \mathbb {R} } ليست سالبة إذن للجميع {\displaystyle 1\leq p\leq q\leq \infty ,}  {\displaystyle \left\|\left\|F(\,\cdot ,s_{2})\right\|_{L^{p}(S_{1},\mu _{1})}\right\|_{L^{q}(S_{2},\mu _{2})}~\leq ~\left\|\left\|F(s_{1},\cdot )\right\|_{L^{q}(S_{2},\mu _{2})}\right\|_{L^{p}(S_{1},\mu _{1})}\ .}
و قد تم تعميم هذا الترميز على {\displaystyle \|f\|_{p,q}=\left(\int _{\mathbb {R} ^{m}}\left[\int _{\mathbb {R} ^{n}}|f(x,y)|^{q}\mathrm {d} y\right]^{\frac {p}{q}}\mathrm {d} x\right)^{\frac {1}{p}}} ل {\displaystyle f:\mathbb {R} ^{m+n}\to E,} مع {\displaystyle {\mathcal {L}}_{p,q}(\mathbb {R} ^{m+n},E)=\{f\in E^{\mathbb {R} ^{m+n}}:\|f\|_{p,q}<\infty \}.} باستخدام هذا الترميز، يكشف التلاعب بالأسس أنه إذا {\displaystyle p<q,} إذن {\displaystyle \|f\|_{q,p}\leq \|f\|_{p,q}.}

## عكس عدم المساواة
{\displaystyle p<1} فالتباين العكسي ينطبق على: {\displaystyle \|f+g\|_{p}\geq \|f\|_{p}+\|g\|_{p}.}
نحن بحاجة أيضًا إلى التقييد الذي يفرضه كل من {\displaystyle f} و {\displaystyle g} ليست سالبة كما يمكننا أن نلاحظ من المثال {\displaystyle f=-1,g=1} و {\displaystyle p=1:}{\displaystyle \|f+g\|_{1}=0<2=\|f\|_{1}+\|g\|_{1}.}
تتبع المتباينة العكسية نفس الحجة التي تتبعها متباينة مينكوفسكي القياسية، لكنها تستخدم متباينة هولدر المعكوسة أيضًا في هذا النطاق
باستخدام متباينة مينكوفسكي العكسية، يمكننا إثبات أن متوسطات القوة مع p ≤ 1، مثل المتوسط التوافقي و الهندسي مقعرة.

## التعميم على الوظائف الأخرى
تُعمم متباينة مينكوفسكي على وظائف أخرى {\displaystyle \phi (x)} ما وراء دالة القدرة {\displaystyle x^{p}.} التفاوت المعمم له الشكل التالي{\displaystyle \phi ^{-1}\left(\textstyle \sum \limits _{i=1}^{n}\phi (x_{i}+y_{i})\right)\leq \phi ^{-1}\left(\textstyle \sum \limits _{i=1}^{n}\phi (x_{i})\right)+\phi ^{-1}\left(\textstyle \sum \limits _{i=1}^{n}\phi (y_{i})\right).}
بشروط كافية مختلفة على {\displaystyle \phi } تم العثور عليها بواسطة مولهولاند  و آخرين. مثلا، بالنسبة لـ {\displaystyle x\geq 0} مجموعة واحدة من الشروط الكافية من مولهولاند هي:
1. {\displaystyle \phi (x)} مستمرة و متزايدة بشكل صارم مع {\displaystyle \phi (0)=0.}
2. {\displaystyle \phi (x)} هي دالة محدبة لـ {\displaystyle x.}
3. {\displaystyle \log \phi (x)} هي دالة محدبة لـ {\displaystyle \log(x).}